# Hermann Storr
Hermann Storr (* 23. Februar 1904 in Deutschland; † nach 1968) war ein deutscher Tontechniker.

## Leben und Wirken
Storr durchlief im Lauf der 1920er Jahre eine tontechnische Ausbildung und erlernte die praktische Anwendung im Rahmen der frühen Tonfilmherstellung bei den Pionieren Guido Bagier und Joseph Massolle. Seinen Einstand gab er als einer von mehreren Tontechnikern bei der Autorennfahrergeschichte Die Nacht gehört uns. Daraufhin entsandte die Produktionsfirma Tobis Storr noch im selben Jahr 1929 nach Paris. In deren französischen Dependance “La Société des Films Sonores Tobis” sollte Hermann Storr sein soeben erworbenes Wissen anwenden und helfen, die ersten dortigen Tonfilme der Gesellschaft auf die Beine zu stellen. Eines der frühen Resultate, die René-Clair-Inszenierung Unter den Dächern von Paris, gilt heute als ein Meisterwerk französischer Tonfilmkunst. Storr blieb noch bis Mitte der 1930er Jahre in Paris und kümmerte sich weiterhin um den Ton von hier entstandenen, deutschsprachigen Filmfassungen, so auch bei König Pausole mit Emil Jannings und bei Die klugen Frauen mit Françoise Rosay. Er betreute aber auch tontechnisch drei weitere wichtige Inszenierungen Clairs ( Es lebe die Freiheit, Der 14. Juli und Der letzte Milliardär).
Rechtzeitig zum Beginn der Olympischen Spiele in Berlin im Sommer 1936 kehrte Hermann Storr nach Deutschland zurück und beteiligte sich an Leni Riefenstahls ambitionierten, zweiteiligen Olympia-Film. Dabei kamen sich beide auch privat näher und blieben von 1938 bis 1940, also bis zu Beginn der Dreharbeiten zu beider Folgeprojekt Tiefland, ein Paar. Noch während der Dreharbeiten, in den Spätphase des Zweiten Weltkriegs, forderte ein weiterer Regimegünstling, Starregisseur Veit Harlan, Storr für ein außerordentlich ambitioniertes Großprojekt an: Das propagandistisch unterfütterte Historienspektakel Kolberg. Beide Männer hatten bereits zuvor bei mehreren anderen Harlan-Inszenierungen zusammengearbeitet. Dies war jedoch nicht Storrs erster Ausflug zum NS-Propagandakino: Bereits 1940/41 sorgte er bei der Preußen- und Führerkult-Huldigung Der große König und bei Wolfgang Liebeneiners den „Euthanasie“-Gedanken behandelnden Filmprojekt Ich klage an, für den Ton.
Nach dem Krieg ließ sich Hermann Storr in Grünwald nieder und setzte seine Arbeit 1948 zunächst in Österreich, ab dem darauffolgenden Jahr bevorzugt in den nahe seinem Wohnort gelegenen Bavaria-Studios fort. Bis in die 1960er Jahre hinein war Storr bei konventioneller Kinofilmunterhaltung und einem Fernsehklassiker, dem mehrteiligen Gefangenenlagerausbrecher-Drama So weit die Füße tragen der Tontechniker vor Ort und wirkte zuletzt auch für internationale Co-Produktionen. Mit 65 Jahren ließ er sich pensionieren, danach verliert sich Storrs Spur.

## Filmografie
- 1929: Die Nacht gehört uns
- 1929: Le Requin
- 1930: Miss Europa (Prix de Beauté)
- 1930: Unter den Dächern von Paris (Sous les Toits de Paris)
- 1930: Wien, du Stadt der Lieder
- 1930: Väter und Söhne
- 1930: David Golder
- 1931: Der Ball
- 1931: Madame hat Ausgang
- 1931: Es lebe die Freiheit (A nous la Liberté)
- 1932: Der Tugendkönig (Le rosier de Madame Husson)
- 1932: Service de nuit
- 1932: Danton
- 1932: König Pausole
- 1933: Brennendes Geheimnis
- 1933: Dans les rues
- 1933: Der 14. Juli (14 Juillet)
- 1934: Der letzte Milliardär (Le Dernier milliardaire)
- 1934: Die Katz’ im Sack
- 1935: Spiel in Monte Carlo (Pension Mimosas)
- 1935: Die klugen Frauen
- 1936: Port Arthur
- 1936: Wo die Lerche singt
- 1936/38: Olympia (zweiteiliger Dokumentarfilm)
- 1937: Land der Liebe
- 1937: Die Fledermaus
- 1938: Jugend
- 1939: Die Reise nach Tilsit
- 1939/41: Pedro soll hängen
- 1940: Trenck, der Pandur
- 1940/42: Der große König
- 1940/54: Tiefland
- 1941: Ich klage an
- 1943: Die Wirtin zum Weißen Rößl
- 1943: Kollege kommt gleich
- 1943: Die Hochstaplerin
- 1943/45: Kolberg
- 1948: Die Frau am Weg
- 1949: Bergkristall
- 1949: Die Reise nach Marrakesch
- 1950: Föhn
- 1950: Wer fuhr den grauen Ford?
- 1950: Skandal in der Botschaft
- 1951: Das seltsame Leben des Herrn Bruggs
- 1952: Das kann jedem passieren
- 1952: Türme des Schweigens
- 1952: Cuba Cabana
- 1953: Moselfahrt aus Liebeskummer
- 1954: Eine Frau von heute
- 1954: Marianne
- 1955: 08/15 in der Heimat
- 1956: Der Bettelstudent
- 1956: Kitty und die große Welt
- 1956: Rose Bernd
- 1957: Casino de Paris
- 1958: Mein ganzes Herz ist voll Musik
- 1959: So weit die Füße tragen (sechsteiliger Fernsehfilm)
- 1959: Laß mich am Sonntag nicht allein
- 1960: Soldatensender Calais
- 1960: Brücke des Schicksals
- 1960: Agatha, laß das Morden sein!
- 1962: Alvorada – Aufbruch in Brasilien (Dokumentarfilm)
- 1965: Der Kongreß amüsiert sich
- 1967: Das Haus der 1000 Freuden
- 1968: Die Folterkammer des Dr. Fu Man Chu